# La Pampa (Film)
La Pampa (internationaler englischsprachiger Titel Block Pass) ist eine Tragikomödie von Antoine Chevrollier. Der Film mit den Nachwuchsschauspielern Sayyid El Alami und Amaury Foucher in den Hauptrollen feierte im Mai 2024 bei den Internationalen Filmfestspielen in Cannes seine Premiere, wo Chevrollier für die Caméra d’Or nominiert war.

## Handlung
Willy und Jojo sind seit ihrer Kindheit befreundet und verbringen ihre ganze Freizeit zusammen, meist auf dem Motocross-Gelände „La Pampa“. Willys Vater ist vor mehr als zehn Jahren gestorben und seine Mutter Sévérine würde gerne mit ihrem Freund Etienne irgendwo anders ein neues Leben beginnen. Jojos Vater David trainiert ihn hart und will, dass sein Sohn einen Meistertitel holt. Jojo ist schwul, wovon Willy erst erfährt, als er ihn zufällig beim Sex mit einem anderen Mann sieht. Auch wenn Willy enttäuscht ist, dass er ihm so etwas wichtiges nicht anvertraut hat, stärkt diese Entdeckung ihre Freundschaft sogar noch. Andere Menschen in seinem Umfeld sind jedoch weniger tolerant.

## Produktion

### Regie, Drehbuch und Filmtitel
Regie führte Antoine Chevrollier, der gemeinsam mit Bérénice Bocquillon und Faïza Guène auch das Drehbuch schrieb. La Pampa ist Chevrolliers Regiedebüt bei einem Spielfilm. Er nennt Kimberly Peirce’ Boys Don’t Cry von 1999 als eine der Inspirationen.
Der Titel des Films bezieht sich auf den gleichnamigen Motocross-Park in Chevrolliers Heimatstadt Longué-Jumelles. Es sei ein teurer Sport, und seine Eltern hätten sich kein Motorrad leisten können, weshalb er die Fahrer von „La Pampa“ durch einen Zaun hindurch beobachtete, so Chevrollier.

### Besetzung und Dreharbeiten

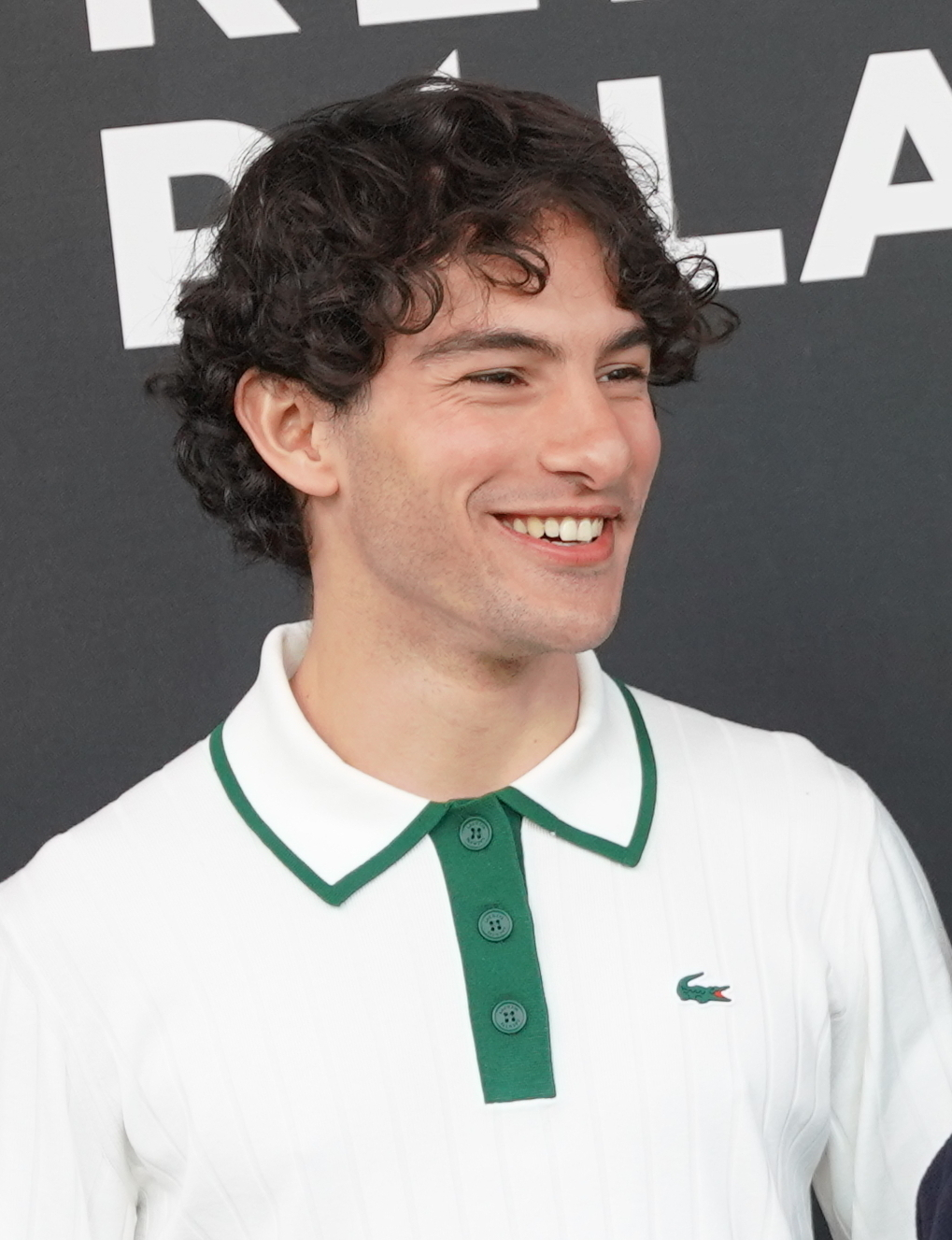
Sayyid El Alami spielt Willy

Sayyid El Alami und Amaury Foucher spielen in den Hauptrollen Willy und Jojo. El Alami war zuvor in Filmen wie Bertrand Bonellos Zombi Child zu sehen und auch in der von Chevrollier entwickelten Miniserie Oussekine, in der er in der Titelrolle einen 22-jährigen Studenten spielte, der 1986 von der Polizei zu Tode geprügelt wurde. Foucher debütiert in La Pampa als Schauspieler. Axelle Fresneau spielt Willys jüngere Schwester Melo, Florence Janas ihre Mutter Sévérine und Mathieu Demy deren Freund Etienne. Damien Bonnard ist in der Rolle von Jojos Vater David zu sehen und Artus Solaro in der Rolle von Teddy, die ihn auf „La Pampa“ gemeinsam trainieren. Léonie Dahan Lamort spielt Marina, eine Freundin von Willy und Jojo, die in Angers studiert, derzeit ihre Eltern besucht und mit der sie nachts heimlich ins Schwimmbad eindringen.
Die Dreharbeiten fanden von Ende Mai bis Mitte Juli 2023 im Département Maine-et-Loire statt, unter anderem in Angers, der Heimatstadt des Regisseurs. Als Kameramann fungierte Benjamin Roux.

### Filmmusik und Veröffentlichung
Die Filmmusik komponierten die Brüder Evgueni und Sacha Galperine. Gemeinsam komponierten sie in der Vergangenheit bereits für Filme wie Gelobt sei Gott von François Ozon, Corpus Christi von Jan Komasa und den Dokumentarfilm Architecton von Victor Kossakovsky.
Die Premiere des Films erfolgte am 20. Mai 2024 bei den Internationalen Filmfestspielen in Cannes, wo er in der Semaine de la critique gezeigt wurde. Im Oktober 2024 wurde er beim OUTshine LGBTQ+ Film Festival vorgestellt und im November 2024 beim Braunschweig International Film Festival.

## Auszeichnungen
Braunschweig International Film Festival 2024
- Auszeichnung mit dem Heinrich
- Nominierung im Hauptwettbewerb
- Nominierung für den Queeren Filmpreis ECHT
- Nominierung für den Deutsch-französischen Jugendpreis KINEMA[12][13]

 Internationale Filmfestspiele von Cannes 2024
- Nominierung in der Semaine de la critique (Antoine Chevrollier)
- Nominierung für die Caméra d’Or (Antoine Chevrollier)[10]
- Nominierung für die Queer Palm (Antoine Chevrollier)[14]

Transilvania International Film Festival 2025
- Auszeichnung mit dem Young Francophone Jury Award[15]